# Emma Little-Pengelly
Emma Little-Pengelly (née le 31 décembre 1979) est une femme politique du Parti unioniste démocrate en Irlande du Nord. Elle est députée de la circonscription de Belfast South à la Chambre des communes du Royaume-Uni de 2017 à 2019, date à laquelle elle perd son siège au profit de Claire Hanna du SDLP. Auparavant, elle est députée pour la circonscription de Belfast South à l'Assemblée d'Irlande du Nord. Elle est vice-Première ministre d'Irlande du Nord depuis le 3 février 2024.

## Jeunesse et carrière
Elle est la fille de Maureen Elizabeth Little et du militant loyaliste Noel Little. Il est absent dans son enfance entre neuf et onze ans après son arrestation pour trafic d'armes. Elle fait ses études au Markethill High School, au Portadown College et à l'Université Queen's de Belfast. Elle se qualifie comme avocate en 2003. Elle est également chargée de cours à l'Université d'Ulster de 2004 à 2006.

## Carrière politique
Elle commence sa carrière politique en 2007 en tant que conseillère spéciale (Spad) du révérend Ian Paisley alors qu'il est Premier ministre, et travaille dans le cadre de l'équipe de discussions du DUP avec les victimes des troubles. Elle reste conseillère spéciale lorsque Peter Robinson prend le poste de premier ministre en 2008 jusqu'en 2015 après plus de 8 ans dans ce poste.
Elle succède à Jimmy Spratt en tant que député de Belfast Sud à l'Assemblée d'Irlande du Nord en 2015 après sa retraite pour raison de santé. Le 28 octobre 2015, elle est nommée ministre adjoint au bureau exécutif d'Irlande du Nord.
Elle perd son siège lors des élections législatives nord-irlandaises de 2017, le nombre total de sièges à Belfast Sud étant passé de 6 à 5, devancée par son colistier Christopher Stalford de 15 voix au moment de son élimination.
Aux élections générales de 2017, elle devient députée de Belfast Sud, prenant le siège d'Alasdair McDonnell du SDLP. L'ancien premier ministre d'Irlande du Nord Peter Robinson est le stratège en chef de la campagne de Little-Pengelly. Elle perd par la suite le siège au profit de Claire Hanna du SDLP lors des élections générales de 2019.
Le Sinn Féin remporte les élections législatives nord-irlandaises de 2022 mais les unionistes refusent la formation d'un gouvernement tant que l'accord sur le protocole nord-irlandais relatif au Brexit et à la frontière irlandaise n'a pas été abrogé et déclenchent une crise politique avec une vacance du pouvoir et la mise en place du Direct Rule. Finalement, elle devient vice-Première ministre d'Irlande du Nord le 3 février 2024 avec Michelle O’Neill comme Première ministre après un accord avec le gouvernement britannique.

## Vie privée
Elle est mariée à Richard Pengelly, qui est le secrétaire permanent du ministère de la Santé en Irlande du Nord. Elle a trois beaux-enfants du premier mariage de Pengelly.